# 長崎県立長崎式見高等学校
長崎県立長崎式見高等学校（ながさきけんりつ ながさきしきみこうとうがっこう, Nagasaki Prefectural Nagasaki Shikimi High School）は、長崎県長崎市四杖町363にかつて所在した公立の高等学校。略称は「式高」（しきこう）であった。

## 設置学科
- 普通科

## 所在地
- 〒851-1123 長崎県長崎市四杖町363

## 校章
- 山田文孝によってデザインされた。
- 校樹である柏の葉を背景に、式見の「式」の文字の伸びる立体感が所在地の四杖台と校訓の「自律」を、柏の力強い葉の広がりが「敬愛」と「創造」を表し、全体として若者のたくましい活力を表している。

### 胸章
- 校樹の柏を背景に、長崎式見（Nagasaki Shikimi）を示すNSの文字と、その上に「高」の文字が入っている。柏の縹（はなだ）色がスクールカラーと「自律」を、NSの白が「創造」、高の赤が「敬愛」を表現し、全体として乙女の清純さとやさしさを表している。

## 校歌
- 1984年（昭和59年）1月制定。
- 作詞: 森義男
- 作曲: 松尾政彦
- 3番まである。
- 歌詞には校舎の建つ「四杖台」や、校舎から見える「舞の峰」（=舞岳）、式見沖に浮かぶ「神楽島」が入っている。各番とも「～せん（「～しよう」という意味）われら若き日を」で終わる。

## 沿革
- 1951年（昭和26年）4月 - 長崎県立長崎西高等学校式見分校（定時制課程普通科）が開校。
- 1962年（昭和37年）2月 - 独立校舎を新築し、6教室が完成。
- 1969年（昭和44年）4月 - 長崎県立長崎北高等学校へ管理を移管。（入学生は長崎北高の1年生となる。）
- 1970年（昭和45年）4月 - 長崎県立長崎北高等学校式見分校となる。
- 1976年（昭和51年）2月 - 全日制課程に変更。定時制課程の募集を停止。
- 1978年（昭和53年）4月 - 定時制第4学年が長崎市立高等学校へ転校。
- 1979年（昭和54年）
  - 1月 - 生徒募集定員を普通科90名（1学級増）とする。
  - 2月 - 定時制第4学年6名が長崎市立高等学校より、式見分校の第3学年に再入学。
  - 3月 - 新校舎管理棟（A棟）が完成。
- 1980年（昭和55年）10月 - 体育館が完成。
- 1981年（昭和56年）3月 - 総合落成式を挙行。
- 1983年（昭和58年）
  - 1月 - 募集定員を普通科135名（1学級増）とする。
  - 2月 - 格技場・部室が完成。
  - 12月 - 長崎県立長崎式見高等学校が創立。
- 1984年（昭和59年）
  - 1月 - 校歌・校章・校旗を制定。
  - 3月 - 特別教室棟（B棟）が完成。
  - 4月 - 長崎県立長崎式見高等学校が開校（2・3年生は長崎式見高生となる）。
- 1986年（昭和61年） - 語らいの広場、 浄化槽、防球ネットが完成。
- 1989年（平成元年）1月 - 手作り教育環境整備事業として、運動場南側斜面に植木文字が完成。
- 1990年（平成2年）1月 - 校訓碑が建立。
- 1991年（平成3年）9月 - 台風19号の襲来により大被害を受ける。
- 1993年（平成5年）
  - 3月 - グラウンドを改修。
  - 10月 - 創立10周年記念式典を挙行。
- 1994年（平成6年）9月 - 募集定員を82名（1学級減）とする。
- 1995年（平成7年）3月 - 図書室を改修、被服室を移動。
- 1996年（平成8年）3月 - 電子計算機ネットワークシステム（パソコン室）を設置。
- 2003年（平成15年）11月 - 創立20周年記念式典を挙行。
- 2006年（平成18年） - 生徒募集を停止。
- 2008年（平成20年）
  - 3月2日 - 長崎県立長崎式見高等学校閉校記念式典を挙行。
  - 3月31日 - 閉校。

## 閉校後の証明書発行等の事務
- 閉校後、長崎式見高校卒業生への成績証明書や卒業証明書、調査書などの発行業務は、長崎県立長崎北高等学校事務室・進路指導部に引き継がれている。
- 詳しくは下記外部リンク長崎北高HP内の長崎式見高校のページを参照。

## 周辺
- 長崎市役所式見支所
- 長崎市立式見中学校
- 長崎市立式見小学校
- 式見保育園
- 式見漁港